# Władysław Glac
Władysław Glac (ur. 13 sierpnia 1895 w Kosienicach, zm. 15 marca 1943 w Płudach) – polski rzeźbiarz.

## Życiorys
Syn Marcina Glaca i Józefy z domu Słowik, w 1896 rodzina przeprowadziła się do Łańcuta. Ojciec Władysława w wolnym czasie rzeźbił, syn odziedziczył talent po nim, zauważył to proboszcz Emil Zauderer i za jego namową po ukończeniu szkoły powszechnej Władysław wyjechał do Zakopanego, gdzie rozpoczął naukę w Szkole Przemysłu Drzewnego. Naukę przerwał ze względów zdrowotnych w 1913 i powrócił do Łańcuta, gdzie wstąpił do Polowej Drużyny Sokoła. Po wybuchu I wojny światowej wstąpił ochotniczo do 2 pułku piechoty Legionów Polskich, podczas bitwy pod Mołotkowem został ranny i dostał się do niewoli. Więziono go w Kijowie, Buju, Kozłowie w guberni tambowskiej skąd zesłano go do Turkiestanu. Od 1916 przebywał w obozie jenieckim w Skobielewie, w 1920 zbiegł do Oczkurganu w górach Hindukusz i przyłączył się do obozu Kuszurmata walczącego z bolszewikami. Rzeźbił, a swoje prace wymieniał na żywność. Schwytany został przetransportowany do Polski podczas wymiany jeńców, do Łańcuta dotarł w 1922. Doświadczenia z wojny i niewoli odcisnęły na nim swoje piętno, dał temu wyraz pisząc wiersze i rzeźbiąc. Jesienią 1922 w Akademii Sztuk Pięknych w Krakowie przedstawił przywiezioną z niewoli rzeźbę Sarta, jej kunszt sprawił, że przyjęto go do klasy Konstantego Laszczki. W 1926 przerwał naukę i powrócił do Łańcuta, trzy lata później przeniósł się do Warszawy, gdzie dzięki poleceniu hr. Alfreda Antoniego Potockiego został zatrudniony w zakładzie Zygmunta Bobrowskiego. Od 1931 pracował samodzielnie, ale nadal korzystał z pracowni w zakładzie Bobrowskiego. Ostatnie lata życia spędził w przytułku w Płudach, gdzie zmarł w zapomnieniu. Pochowany został na Cmentarzu Tarchomińskim, jego mogiła nie zachowała się.

## Twórczość
Władysław Glac tworzył rzeźby typu pomnikowego, wiele z nich to rzeźby nagrobne m.in. Pielgrzym na cmentarzu w Łańcucie oraz lew na tamtejszym zamku. W 1929 uczestniczył w konkursie na pomnik Tadeusza Kościuszki, który miał stanąć w Nowym Bytomiu.